# 마루안 펠라이니
마루안 펠라이니바키위(프랑스어: Marouane Fellaini-Bakkioui, 1987년 11월 22일~)는 벨기에의 은퇴한 축구 선수로, 현역 시절 미드필더로 활약했다.

## 유년기
펠라이니는 벨기에 브뤼셀에서 모로코의 탕헤르에서 벨기에로 이민을 간 모로코인 아버지 압델라티프 펠라이니(프랑스어: Abdellatif Fellaini)와 아버지와 같은 동네에서 살았고 압델라티프와 함께 모로코에서 벨기에로 거처를 옮긴 모로코인 어머니 아피다 펠라이니(프랑스어: Hafida Fellaini)에게서 태어났다.
그의 아버지 압델라티프 펠라이니는 라자 카사블랑카와 아사니아 아가디르에서 골키퍼로 뛰었던 전(前) 축구 선수였고, 1972년 모로코를 떠나 벨기에의 KRC 메헬렌으로 이적했지만 모로코 왕립 축구 연맹이 출국 비자를 발급해주지 않아 선수 생활을 지속할 수 없어 브뤼셀 수도권 교통 소속 버스 운전사로 32년 동안 일했다.

## 클럽 경력

### 스탕다르 리에주
2006년 스탕다르 리에주에서 프로 데뷔를 하였고, 64경기 출전하여 9골을 기록하였다.
2008년 에버턴 FC 감독이었던 데이비드 모이스의 눈에 띄어 에버튼으로 이적했다.

### 에버턴
2008년 9월에는 에버턴으로 이적하여 프리미어리그에 데뷔하였고, 등번호는 25번을 받았다.
2008년부터 2013년까지 에버턴 소속으로 뛰면서 141경기 출전하여 25골을 기록하였다.

### 맨체스터 유나이티드
2013-14 시즌 중 에버턴 시절의 은사인 데이비드 모이스의 부름을 받고, 여름 이적시장 마감하기 직전에 2700만 파운드(당시 약 470억원)의 이적료를 기록하며 맨체스터 유나이티드로 이적하였다. 등번호는 31이며, 9월 14일에 있었던 프리미어리그 4라운드 크리스탈 팰리스와의 홈 경기에 안데르손을 대신하여 교체 투입되어 맨유 데뷔전을 치렀다.
지난 13-14 시즌 동안 1골도 기록하지 못했으나, 10월 21일에 있었던 웨스트 브로미치 알비온와의 원정 경기에서 안데르 에레라와 교체 투입되자마자 팀의 동점골을 기록하였는데, 이 골은 본인의 맨유 이적 후, 첫 골을 기록하였다.
그 이후, 12월 3일에 열린 스토크 시티와의 홈 경기에서 헤딩골을 기록하여 팀에 2-1 승리를 안겼다.
또, 14-15 시즌 중, 1월 18일에 열린 QPR와의 원정경기에서도 결승골을 기록해 2-0 승리를 이끌었다.
2월 17일에 열린 프레스턴 원정경기에서 골을 기록해 이날 3-1 맨유가 승리하였다.
3월 15일에 열린 토트넘과의 홈경기에서 선제골을 기록하였고 3-0으로 맨유가 오랜만에 좋은 경기력으로 승리하였다.
16-17 시즌 후, 맨유가 네마냐 마티치를 영입하자, 설 자리를 잃게 된 펠라이니는 갈라타사라이 SK와 유벤투스 FC 이적설에 시달렸지만, 무리뉴는 펠라이니는 중요한 선수라며 이적설을 잠재웠다. 그 후, 2017년 9월 13일(한국시각 새벽)에 열린 2017-18 UEFA 챔피언스리그 A조 1차전 경기에서 전반 19분에 폴 포그바가 허벅지 쪽에 갑작스러운 부상으로 인하여 일찍 교체투입되었고, 전반 35분에 애슐리 영의 어시스트를 받아 헤딩골을 기록하여 소방수 역할을 해냈다. 펠라이니의 골을 시작으로 맨유는 루카쿠, 래쉬포드의 골을 묶어 3-0 대승을 거두었다. 경기 후, 펠라이니는 맨유 팬들로부터 MOM(Man Of The Match)에 선정되었다.
2017년 9월 30일(한국시간)에 열린 크리스털 팰리스 FC와의 리그 7라운드 경기에서 멀티골을 포함한 2골을 기록하여 팀의 4-0 완승을 이끌어냈으며, 경기 후 영국 '맨체스터이브닝뉴스'로부터 평점 8점을 받았다.

### 산둥 타이산
2019시즌을 앞두고 중국 슈퍼리그의 산둥 타이산으로 이적했다.

## 국가대표 경력
펠라이니는 모로코계 벨기에인으로서 모로코 축구 국가대표팀과 벨기에 축구 국가대표팀 중 어디에서 뛸 것인가를 선택할 수 있었는데 그의 출생지이자 유소년 선수 시절부터 뛰어온 벨기에를 선택했다. 2007년 3월 24일에 열린 유로 2008 조별 예선에서의 포르투갈 축구 국가대표팀과의 경기에서 A매치 데뷔골을 기록한 펠라이니는 2008년 베이징 하계 올림픽 축구 부문에서 벨기에 올림픽 대표팀으로 참가하여 조국이 4강에 진출하는데 기여했다. 그리고 가끔 슈퍼조커 역할도 했다.
2014년 FIFA 월드컵 H조 조별예선 1차전 알제리전에서 동점골을 기록하며, 2-1 역전승을 거두는데 큰 기여를 하였다.
2018년 FIFA 월드컵을 앞두고 벨기에 국가대표팀에 차출되었다. 대회 16강전 일본과의 경기에서 동점골을 넣으며 팀의 3-2 역전승에 발판을 놓았다.
2019년 3월, 펠라이니는 국가대표팀 은퇴를 선언했다.

## 사생활
펠라이니는 무슬림이다.

## 수상 내역

#### 스탕다르 리에주
- 퍼스트 디비전: 2007-08

#### 맨체스터 유나이티드
- FA컵: 2015-16
- EFL컵 : 2016-17
- 커뮤니티쉴드 : 2016
- UEFA 유로파리그 : 2016-17

#### 산둥 타이산
- 중국 슈퍼 리그 : 2021
- FA컵: 2020, 2021, 2022

#### 벨기에
- FIFA 월드컵 3위 : 2018

### 개인
- 에보니슈: 2008
- 벨기에 브론즈슈 : 2008
- 벨기에 최우수 해외 선수 : 2008
- 에버튼 올해의 영플레이어: 2008-09
- 프리미어리그 이 달의 선수: 12년 11월
- 벨기에 라이언 어워드 최우수 해외 선수: 2016, 2017, 2018, 2019, 2020